# Jean-Baptiste Lavastre
Jean-Baptiste Lavastre, né le 27 août 1834 à Nîmes et mort le 24 septembre 1891 à Rueil-Malmaison, est un peintre paysagiste français et un décorateur de théâtre.

## Biographie
Élève d’Édouard Desplechin dès 1854 (puis son associé de 1864 à 1870), ensemble ils furent, entre autres, auteurs des peintures décoratives du buffet de la gare de Perrache à Lyon en 1868. Jean-Baptiste Lavastre reprend finalement l'atelier avec son frère Joseph Antoine (1828-1883) et Eugène Carpezat, travaillant pour l'Opéra Garnier aussi bien que pour la Comédie-Française et l'Opéra-Comique à Paris.
L'Opéra Le Peletier lui doit, entre autres, les décors d'Hamlet, de Don Juan, de L'Africaine. L'Opéra-Comique, dont il exécuta le plafond, lui doit ceux de Jean de Nivelle, la forêt de Lakmé, Manon et Les Contes d'Hoffmann.
Il est l'auteur, entre autres, du plafond du théâtre de l'Ambigu-Comique.
En 1871, il habitait au no 2 rue des Trois-Frères à Paris : « mais dans sa chère solitude, les honneurs les plus enviés vinrent le trouver », chevalier de la Légion d'Honneur en 1878, puis officier le 4 mai 1889. Entre-temps à 50 ans, il se marie à Eugénie Geneviève Rivoire, de huit ans son aînée, et prend sous son aile Eugénie Gras, graveuse sur bois, orpheline de parents et grands-parents.
Auteur de la décoration picturale du dôme central du palais des expositions diverses et des dômes des palais des Beaux-Arts et des Arts.
Promeneurs près de l'église et La Petite église sont quelques-unes de ses œuvres.
La grande nef du palais de l'Industrie fut apprêtée par Lavastre pour le centenaire de la Révolution française, mais il fut surtout célèbre par le grand nombre de magnifiques décors fournis à l'Opéra. 
Malgré sa modestie reconnue, il est souvent invité parmi le gratin des soirées parisiennes de cette fin de siècle.
Il eut pour élève le peintre Henri Prosper Wirth (1869-1947)
Il meurt le 24 septembre 1891 dans sa campagne de la Jonchère à la limite ouest de Rueil-Malmaison, en Seine-et-Oise ; ses obsèques ont lieu en l'église Saint-Pierre de Montmartre, et il est inhumé au cimetière du Nord (Montmartre).
La ville de Nîmes, reconnaissante, a donné son nom à l'une de ses rues.

## Distinctions
- Officier de la Légion d'honneur

## Salons
- 1869 : Les Garrigues, environ de Nîmes ;
- 1872 : Bords de la Méditerranée ;
- 1873 : Une carrière près de Nîmes.